# Tadeusz Kognowicki
Tadeusz Kognowicki ps. „Złoty” (ur. 18 czerwca 1922 w Kownie, zm. 26 czerwca 1941 w miejscowości Wopytnaja) – polski harcmistrz, komendant harcerstwa polskiego na międzywojennej Litwie.
Urodził się 18 czerwca 1922 r. w Kownie. Jego ojcem był Wincenty Kognowicki zajmujący stanowisko okręgowego lekarza weterynarii, matką Zofia Kognowicka z d. Lewoniewska, oboje zasłużeni dla polskiej mniejszości na międzywojennej Litwie. W 1934 r., po zdanym egzaminie, do którego przygotowywała go w domu matka, został przyjęty do III klasy polskiego gimnazjum im. Adama Mickiewicza w Kownie. Tam rozpoczął działalność w tajnym, polskim harcerstwie ukrywającym się wówczas pod oficjalną nazwą Koła Czerwonego Krzyża.
Latem 1935 r. wziął udział w obozie harcerskim w Prepuntach nad rz. Dubissą. Następnie, w 1936 r. uczestniczył w obozie zorganizowanym dla Polskiego Harcerstwa Zagranicznego w Brennej, oddelegowany z Litwy wspólnie ze Zbigniewem Skłodowskim oraz Julianem Iwaszkiewiczem. Po powrocie zorganizował szkolną drużynę im. Zawiszy Czarnego, składającą się z dwóch zastępów i gromady zuchowej, której został drużynowym. Na przełomie 1938/1939 r. zdobył, po uprzednio odbytych w Polsce kursach, stopień harcmistrza. W tym czasie wydawał również dwutygodnik dla harcerzy o nazwie Wzwyż, jednak tylko do 1940 r., do momentu zamknięcia polskiego gimnazjum w Kownie. Po nominacji na komendanta harcerstwa na Litwie, od 1939 r. reprezentował oficjalnie przed władzami litewskimi polskie harcerstwo. Wybuch II wojny światowej zapoczątkował okres intensywnej pracy T. Kognowickiego w niesieniu pomocy uchodźcom z Polski, organizację ucieczek z obozów internowania polskich wojskowych, którzy, jak wspomina jego siostra p.Zofia Komza, niejednokrotnie ukrywali się w mieszkaniu pp. Kognowickich przy ul. Donelaičio. (...)Mama przyjmowała każdego z dokumentami czy bez i udzielała gościny na cały czas, aż Tadeusz nie wystarał się o nowe dokumenty i wyekspediował ich dalej.
Na szczególne podkreślenie zasługuje fakt wyniesienia z obozu internowania sztandarów pułkowych:
- 9 pułku strzelców konnych
- 10 pułku ułanów litewskich z Podolskiej Brygady Kawalerii
- 3 pułku szwoleżerów mazowieckich
- 2 pułku ułanów grochowskich z Suwalskiej Brygady Kawalerii

Dokonali tego Tadeusz Kognowicki wraz z Tadeuszem Butlerem i Janem Kudrewiczem i dostarczyli sztandary polskiemu attaché wojskowemu w Kownie, płk. Leonowi Mitkiewiczowi-Żołłtkowi. Zorganizowanie przez T. Kognowickiego w listopadzie wespół z konsulem japońskim Chiune Sugiharą poczty japońskiej, czyli przerzutu japońską pocztą dyplomatyczną przesyłek polskiego podziemia i wywiadu z Litwy do Rządu RP na uchodźstwie i z Zachodu na Litwę lub dalej do Warszawy przyczyniło się do uratowania 10 tys. Żydów i Polaków starających się o wyjazd na Zachód. W tym czasie T. Kognowicki pełnił funkcję Szefa Oddziału Organizacyjnego w kowieńskim podokręgu Związku Walki Zbrojnej. Wkrótce po ogłoszeniu Litwy Republiką Radziecką rozpoczęły się aresztowania wśród niemal całego podokręgu ZWZ w Kownie. Aresztowany w marcu 1941 r., umieszczony został w więzieniu w Kownie. Dnia 26 czerwca 1941 r., podczas ewakuacji więzienia, w lesie, niedaleko stacji Bigosowo wykonano wyroki śmierci na kilkunastu więźniach, wśród nich był Tadeusz Kognowicki. Miał 19 lat.